# Gare de Painted Post
La  Gare de Painted Post  (en anglais : Painted Post Station) est une ancienne gare ferroviaire de la Delaware, Lackawanna and Western Railroad, située à Painted Post au comté de Steuben, de l’État de New York.

## Situation ferroviaire
La gare se trouvait sur la ligne du Delaware, Lackawanna and Western Railroad (DL&W), à 283 mi (455 km) de New York et à un altitude de 969 pi (295 m).

## Histoire et patrimoine ferroviaire

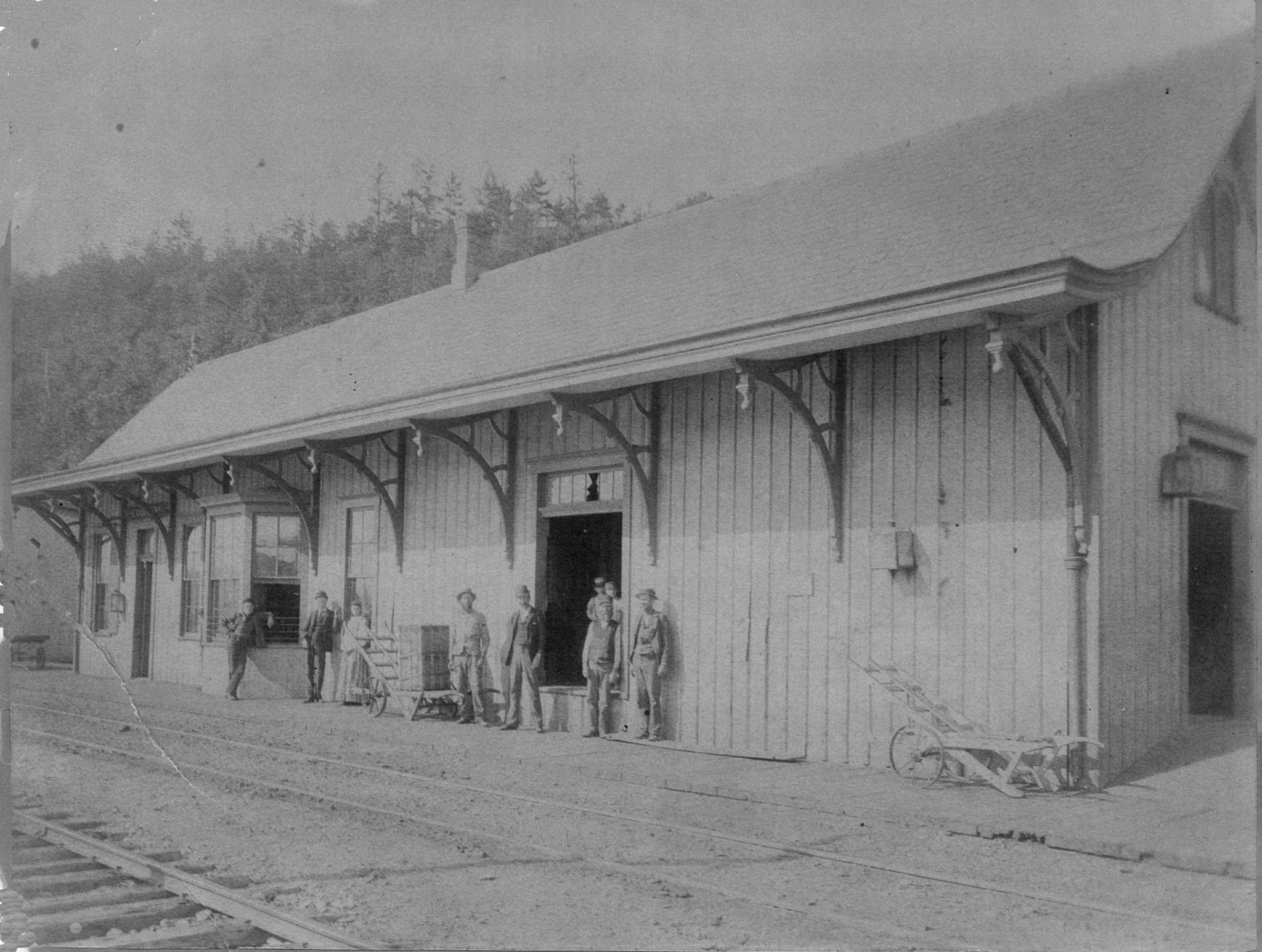
La gare vue au XIXe siècle.

La gare est une de plusieurs gares en « style pagode », une des trente-et-une construites par le chemin de fer sur leur ligne principale entre New York et Buffalo, depuis environ 1881. D'autres existent aussi au New Jersey et en Pennsylvanie dans ce style. « Il s'agissait de dépôts « combinés », qui servaient à la fois de gares de voyageurs et de gares de fret et disposaient d'installations pour les deux sous un même toit. » La plupart de ces gares desserviraient le chemin de fer jusqu'aux années 1950. La gare d’Atlanta, de style similaire, est la seule (en 2019) existant encore sur une ligne active de chemin de fer.
Cette gare en particulier est un bâtiment préfabriqué, livré par rail et érigé sur son site actuel à Painted Post en 1881-1882. Elle fournit des services de passagers et de fret au Southern Tier (Tiers Sud) de l'État, mais elle est fermée en 1954. Placée sur le registre national des lieux historiques en 1991, la gare sert de bureau local de la Société historique de Corning-Painted Post depuis 2000.

### Construction
L'architecte n'est pas connu; le bâtiment a peut-être été acheté à partir d'un catalogue de maisons "ready-made (toutes faites)". Plusieurs entrepreneurs en construction locaux étaient au service du Delaware, Lackawanna and Western Railroad lors de la construction du chemin de fer, donc il est difficile de préciser l'un d'entre eux en particulier comme constructeur de la gare.
Chaque gare sur la ligne est érigée de façon similaire, « construite à la chaîne ». On apporte les pièces préfabriquées et le personnel de construction en train jusqu'à l'emplacement prédéterminé (qui était aussi la fin temporaire de la ligne); on monte chaque gare une à la fois. La voie est construite en même temps que les gares le long de la ligne. Le coût de production en série des gares et de leur livraison sur le site était nettement inférieur à la construction de manière conventionnelle.
Ce bâtiment est construit en style italianisant et néogothique, selon le plan d'un architecte inconnu. Lors du processus de nomination pour le Registre national des lieux historiques en 1991, la gare avait des fondations en pierre et en béton, avec des murs à ossature de bois avec un revêtement en panneaux et lattes ; le toit avait des bardeaux d'asphalte (le matériau de toit d'origine était des bardeaux d'ardoise).
La fondation de la gare est légèrement surélevée ; l'extrémité ouest est composée de pierres d'origine ; l'extrémité est a été reconstruite avec des blocs de béton en 1915. « Le toit présente des avant-toits largement projetés et relevés, soutenus par de grands supports décoratifs avec des pendentifs proéminents. Les fleurons et les pendentifs marquent les sommets des pignons est et ouest. Des fenêtres jumelées de style italien à arc rond sont placées symétriquement dans les champs supérieurs des pignons. »
Les ouvertures de la façade principale (sud) du bâtiment comprennent une porte à bagages, une porte piétonne et trois fenêtres à quatre battants quatre sur quatre qui sont placées irrégulièrement sous l'avant-toit largement saillant. Les ouvertures et les garnitures de portes et fenêtres sont d'origine, mais les fenêtres et les portes montrent des signes de réparation ou de remplacement ultérieurs.
L'élévation nord (arrière) de la gare, qui faisait face aux voies, se présente avec une baie vitrée en saillie permettant à l'agent de la gare de veiller sur les voies dans les deux directions. La plate-forme originale au bord des rails n'existe plus ; des rampes modernes en béton permettent l'accès aux deux portes nord placées de manière asymétrique. L'intérieur de la gare ne conserve que peu de caractéristiques historiques importantes. Un incendie (survenu avant 1967) a endommagé l'intérieur et le toit en ardoise.

## Fermeture et transformation en musée
La gare était en service jusqu'en 1954 environ et a également servi de bureau de parc à charbon entre environ 1907 et 1967.
Le village de Painted Post a acquis le bâtiment en 1976 et, par la suite, il a été rénové pour être utilisé comme centre pour les jeunes. L'intérieur incendié est refait et on remplace le toit et des huisseries dans le même style, plusieurs supports et pendentifs ont été réparés ou remplacés là où ils manquent et le bâtiment est repeint. L'édifice devient bureau et centre d'entreposage du service local des travaux publics, avant de devenir musée.
Depuis sa fermeture, la gare sert de musée local qui « abrite une collection d'artefacts, d'histoires, d'images, de documents historiques et d'enregistrements audio et vidéo qui servent à interpréter l'histoire des villages de Painted Post et d'Erwin tout en affichant une histoire commune de la région. »

## Service des voyageurs
Le DL&W faisait la promotion de ses services voyageurs en saison estivale vers la région.